# Роквил (Небраска)
Роквил (енгл. Rockville) град је у америчкој савезној држави Небраска.

## Демографија
По попису из 2010. године број становника је 106, што је 5 (-4,5%) становника мање него 2000. године.
| Група             | 2000.       | 2010.       |
| Белци             | 109 (98,2%) | 105 (99,1%) |
| Афроамериканци    | 0 (0,0%)    | 0 (0,0%)    |
| Азијати           | 0 (0,0%)    | 1 (0,9%)    |
| Хиспаноамериканци | 2 (1,8%)    | 0 (0,0%)    |
| Укупно            | 111         | 106         |